# Star Trek: Conquista
Star Trek: Conquista es un videojuego creado dentro del universo de Star Trek. El juego cuenta tanto con un modo de juego de estrategia por turnos y estrategia en tiempo real. Fue desarrollado por el estudio escocés 4J Studios, que desarrolló anteriormente Star Trek: Encuentros, y fue publicado por Bethesda Softworks para las consolas PlayStation 2 y Wii.
El juego está ambientado en la era de Star Trek: The Next Generation, con jugadores capaces de elegir seis grupos y razas: la Federación, Los Klingon, Romulanos, Los Breen, cardassianos y el Dominio. Estas razas son los principales combatientes de la Guerra del Dominio aparecida en Star Trek: Deep Space Nine.

## Argumento
Fecha estelar 41153.2: Es una época de conflicto; todas las razas principales están en guerra. La diplomacia está muerta, alianzas seculares olvidadas y fronteras galácticas ignoradas porque cada batalla es una carrera por la supremacía. Las Flotas potentes merodean la galaxia, el establecimiento de puestos de avanzada, venciendo flotas indígenas y enemigos por igual, en la búsqueda del premio final: la captura de todos los mundos natales y dominar la galaxia.

## Jugabilidad

### Campaña
Star Trek: Conquista se juega por turnos. Cada turno se le permite al jugador comprar instalaciones o barcos, construir armas especiales o encargue una Almirante. Las flotas pueden moverse entre sistemas de amigas y enemigas de ataque así, pero si los jugadores entran en combate, tienen que resolverlo de inmediato.
El objetivo es conquistar la galaxia eliminando a todos los enemigos mediante la adopción de su principal Extranjeras.
Si los jugadores pierden su mundo, que ya no será capaz de encargar los almirantes o construir armas especiales.

### Escaramuza
El Modo Escaramuza permite a los jugadores para establecer batallas sin jugar la campaña. La victoria se logra mediante la destrucción de todos los barcos del oponente. Algunas opciones no estarán disponibles hasta que se desbloquee a través del modo Campaña.

### Almirante
Los jugadores comienzan el modo Campaña con uno libre Almirante. Cada Almirante viene con un crucero y puede tener hasta siete barcos. Almirantes son comisionados / comprado en planeta natal del jugador, y vienen en varios tipos que ofrecen bonificaciones a los jugadores en función de su tipo: ataque, defensa, o Movimiento.

### Experiencia y Rangos
Cada batalla se gana experiencia. Una vez se gana la suficiente experiencia, el Almirante se levantará en la promoción y ganar capacidades mejoradas. Cada Almirante inicia en rango uno y puede moverse hasta el rango de cinco. Sin embargo, si él o ella es derrotado, se perderá toda la experiencia.

## Naves
Los barcos pueden ser adquiridos en cualquier sistema reproductor ocupadas que contiene tanto una base estelar y el almirante.

## Armas Especiales
Cada raza tiene tres armas especiales diferentes que se pueden comprar uno a la vez a partir del jugador Inicio Mundo. No pueden ser comprado si el jugador tiene una flota estacionada en su principal Extranjeras.

## Actualizaciones
Si un número suficiente de puntos de investigación, los jugadores pueden comprar mejoras para su raza. Cada carrera tiene una variedad de 6 actualizaciones diferentes.

## Recepción
Las primeras críticas fueron favorables con IGN que describe la versión de Wii como "un juego interesante por decir lo menos", y que le da una puntuación de 6,8, pero observando que la etiqueta de precio de Wii significa que "sólo Trekkies y fans incondicionales de estrategia del hardcore se les hará necesario comprarlo".
La mayoría de las reacciones, sin embargo, han sido muy negativas, con una calificación de 54 en Metacritic (PS2) ". Las acciones de fuera del carácter de la Flota Estelar "taladra gatling-phaser en purista Trekdom por todo el lugar" y es visto como "un ofensivo mal uso de una licencia acariciada".